# 阮福洪傳
阮福洪傳（越南语：／，1837年9月3日—1889年7月18日），越南阮朝绍治帝第十二子，生母柔嬪阮文氏嫣。

## 生平
明命十八年八月初四日（1837年9月3日），阮福洪傳在順化京城出生，年少好學。嗣德五年（1852年）二月，受封為綏和郡公（越南语：／）。嗣德三十六年（1883年）六月，嗣德帝去世，阮文祥和尊室說廢黜嗣君阮福膺禛，擁立朗國公阮福洪佚即位，是為協和帝。晉光禮成，協和帝晉封阮福洪傳為奉國公（越南语：／）。同年十一月，協和帝遭阮文祥和尊室說廢黜，改立建福帝阮福膺祜，廢除協和帝加封諸爵位。同月，建福帝以阮福洪傳未參與協和帝密謀而重新晉封其為綏國公（越南语：／），隨後又因與綏理王阮福綿寊的國公爵號重複而改為榮國公（越南语：／）。同慶三年（1888年）十月，降封為綏和郡公（越南语：／）。
成泰元年（1889年），阮福洪傳恢復國公原爵。同年六月二十一日（1889年7月18日），阮福洪傳去世，壽五十八歲，成泰帝追贈其為綏和郡王（越南语：／），賜諡莊恭，葬於承天府香水縣居正總楊春上社，在香茶縣新樂甲建祠祭祀。

## 家庭

### 妻妾
- 武氏質，廣義省人，前軍都統太子少保武文解之女，生阮福膺彪
- 黃氏貞，承天府人，黃廷儔之女，生阮福膺彯

### 子女
阮福洪傳共有8子4女。本房後裔按照御賜彡字部起名。
- 長子阮福膺彪，生母武氏質，嗣德九年（1856年）出生，襲爵，後因罪廢為庶人。
- 二子阮福膺彯，生母黃氏貞，嗣德十二年（1859年）出生
- 八子阮福膺彤，襲封綏和郡公。